# Acidiella didymera
Acidiella didymera
 es una especie de insecto del género Acidiella de la familia Tephritidae del orden Diptera. 
Wang la describió científicamente por primera vez en el año 1993.